# Караваев, Михаил Николаевич (Герой Социалистического Труда)
Михаил Николаевич Караваев (1899—1972) — директор семеноводческого совхоза «Сибиряк» Тулунского района Иркутской области.

## Биография
Родился в 1899 году в городе Иваново-Вознесенске в семье рабочих.
Трудовую деятельность начал в 1913 году мальчиком-продавцом в торговой лавке, затем бухгалтером. В 1919—1920 годах служил в Красной Армии. После демобилизации вернулся домой. В 1921 году окончил рабфак при Иваново-Вознесенском политехническом институте и поступил на агрономический факультет института. В 1925 году вступил в ВКП.
В 1926 году окончил Иваново-Вознесенский политехнический институт, работал помощником заведующего агрономическим факультетом. В 1927—1932 годах в сельскохозяйственных учреждениях области. В 1932—1935 года был директором Ивановского сельскохозяйственного института. В 1935 году был снят с должности, исключен из партии. Обвинялся в потере бдительности и плохой идеологической работе, в злоупотреблении служебным положением.
Работал агрономом-полеводом областного земледельческого отдела, старшим агроном Нижне-Удинского льносовхоза, заместителем директора областной сельскохозяйственной станции по земледелию в Ивановской области.
В марте 1939 года был принят на работу в семеноводческий совхоз «Сибиряк» Тулунского района Иркутской области старшим агрономом. Основное направление хозяйства было семеноводческое — производство сортовых семян зерновых культур и семян многолетних трав. В 1941 году был назначен директором совхоза. В том же году был вновь принят в партию. За время работы в совхозе «Сибиряк» провел большую работу, направленную на укрепление хозяйства и добился хороших результатов.
В сравнительно короткий срок совхоз «Сибиряк» добился хороших производственных показателей. В 1947 году в совхозе на площади в 82 гектара был собран урожай ржи 30,8 центнера с гектара. Десять работников совхоза были удостоены звания Героя Социалистического Труда.
Указом Президиума Верховного Совета СССР от 3 мая 1948 года за получение высоких урожаев пшеницы и ржи Караваеву Михаилу Николаевичу присвоено звание Героя Социалистического Труда с вручением ордена Ленина и золотой медали «Серп и Молот».
За следующие пять лет совхоз «Сибиряк» сдал государству свыше 100000 центнеров зерна. Наряду с семеноводством зерновых культур успешно велась работа по семеноводству трав.
В апреле 1952 года переведен директором Красноярского зерноживтреста. Через год назначен заместителем начальника управления совхозов при краевом управлении сельским хозяйством. В дальнейшем занимал разные должности в краевом управлении совхозов. В 1960 году вышел на пенсию.
Последние годы жил в городе Калинин. Скончался в 1972 году. Похоронен на Дмитриево-Черкасском кладбище.
Награждён орденом Ленина, тремя орденами Трудового Красного Знамени, орденом «Знак Почета», медалями.